# Lijst van Brusselaars
Dit is een lijst van Brusselaars, bekende personen die afkomstig zijn uit het Brussels Hoofdstedelijk Gewest of er hebben gewoond.

## Geboren en gestorven in Brussel
Dit zijn, naar geboortejaar, personen die geboren en gestorven zijn in Brussel:

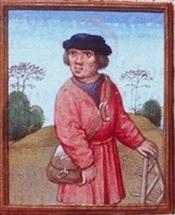
Guido van Anderlecht

### 900–1700
- Guido van Anderlecht (ca. 950-970 - 1012), heilige
- Bonifatius van Brussel (1181-1265), bisschop en heilige
- Aleidis van Schaarbeek (ca. 1225-1250), mystica
- Bloemardinne (ca. 1265-1335), begijn
- Everaard t'Serclaes (ca. 1315–1388), patriciër
- Jan van Ruysbroeck (ca. 1396–ca. 1486), architect
- Arnt van der Dussen (1417/1418?–1484/1502?), Brabants fabrikant van en handelaar in wandtapijten
- Jan Storm (1425-1488), prediker en verluchter
- Colijn Caillieu (±1435 - 1503), rederijker en eerste stadsdichter
- Jan Smeken alias Jan de Baertmaker (ca. 1450 - 1517), rederijker en stadsdichter
- Colijn van Rijssele (±1460 - ±1510), schrijver
- Lodewijk van Bodegem (ca. 1470-1540), architect
- Bernard van Orley (ca. 1487-91–1541), schilder behorend tot Noordelijke renaissance
- Pieter de Kempeneer (1503-1586), kunstschilder
- Katherina Boudewyns (1520-1603), dichteres
- Jan de Pottre (1525-1601), dagboekschrijver
- Johan Baptista Houwaert (1533–1599), humanistisch dichter en toneelauteur
- Petrus de Licht (1548–1603), humanist, historicus, theoloog en dichter
- Philip Numan (ca. 1550 - 1627), humanist, dichter, stadssecretaris
- François van Kinschot (1577-1651), advocaat en kanselier van Brabant
- Anton van Arenberg (1593-1669), kapucijner monnik, architect, wiskundige en schrijver
- Daniël van Heil (1604–1662), schilder
- Leo van Heil (1605 - na 1661), barokarchitect en -schilder
- Jacques d'Arthois (1613–1686), landschapschilder uit de baroktijd
- Philip van Wichel (1614-1675), componist
- Lancelot de Gottignies (1618–1673), bisschop van Roermond
- Willem van der Borcht (1621/22 - 1668), advocaat, dichter en toneelschrijver
- Jan Antoon Locquet (1625-1687), jurist en kanselier van het hertogdom Brabant
- Gillis van Tilborgh (1625–1678), Zuid Nederlands kunstschilder
- Willem Albert van Grysperre (1637-1725), magistraat en kanselier van Brabant
- Marc de Vos (1645–1717), beeldsnijder
- Willem de Bruyn (1649-1719), architect
- Peter van Dievoet (1661-1729), beeldhouwer
- Richard van Orley (1663–1732), tekenaar en etser
- Jan van Orley (1665–1735), kunstschilder
- Filips van der Eycken (1669-1747), raadsheer bij de Souvereine Raad van Brabant en vice-kanselier van Brabant
- Jean-Joseph Fiocco (1686–1746), componist
- Jan Lodewijk Krafft (1694-1767), dichter en graveerder
- Jan Frans Cammaert (1699-1780), rederijker en toneeldichter
- Lodewijk Frans de Robiano (1700-1763), raadsheer en kanselier van Brabant

### 1701–1800
- Patrice-François de Neny (1716–1784), staatsman in de Oostenrijkse Nederlanden
- Pieter van Maldere (1729–1768), Zuid-Nederlands violist en componist
- Chrétien de Lannoy (1731–1822), edelman
- Jan van Velde tot Melroy en Sart-Bomal (1743–1824), geestelijke uit de Oostenrijkse Nederlanden
- Gilles-Lambert Godecharle (1750–1835), beeldhouwer
- Eugène Hus (1758–1823), balletdanser en choreograaf
- Charles Vander Straeten (1771–1834), architect
- François Van Campenhout (1779–1848), operazanger, dirigent en componist
- Joseph Germain Dutalis (1780–1852), edelsmid
- Joseph van der Linden d'Hooghvorst (1782–1845), politicus
- Pierre-Jean Hellemans (1787-1845), pré-romantisch kunstschilder gespecialiseerd in landschappen
- Amédée de Failly (1789–1853), generaal en minister van Oorlog
- Hendrik Partoes (1790–1873), architect en stedenbouwkundige
- Guillaume Van Volxem (1791–1868), volksvertegenwoordiger, minister en burgemeester
- Isabelle Catherine Van Assche (1794-na 1842), kunstschilder
- Jean-Baptiste Madou (1796–1877), schilder
- Jean-Baptiste Masui (1798–1860), ingenieur
- Léonard Greindl (1798–1875), generaal en minister
- Joseph Van der Linden (1798-1877), lid van het Voorlopig Bewind van België
- André-Edouard Jolly (1799–1883), lid van het Voorlopig Bewind tijdens de Belgische Revolutie in 1830

### 1801–1820
- Joseph Fleury-Duray (1801–1874), generaal
- Auguste Payen (1801–1877), neoclassicistische architect
- Auguste d'Overschie de Neeryssche (1802–1880), senator en burgemeester
- August Van Dievoet (1803-1865), rechtshistoricus, jurisconsult en advocaat bij het Hof van Cassatie
- Eugène de Ligne (1804–1880), edelman en liberaal politicus
- Louis Spaak (1804–1893), architect
- Pierre-François Verhulst (1804-1849), wiskundige en demograaf.
- Théodore Mosselman du Chenoy (1804–1876), bankier en senator
- Pierre-François Verhulst (1804–1849), wiskundige
- Pedro Vander Linden (1804-1860), generaal in Mexico
- Edouard Haÿez (1804-1891), militair en politicus
- Adèle Kindt (1804-1884), kunstschilderes
- Alexis Eenens (1805–1883), volksvertegenwoordiger en militair
- Paul Lauters (1806–1875), kunstschilder en lithograaf
- Daniël-Adolphe Roberts-Jones (1806-1874), kunstschilder
- Zoë de Gamond (1806–1854), onderwijzeres en feministe
- André-Napoléon Fontainas (1807-1863), politicus en burgemeester van Brussel
- Fanny Geefs (1807–1883), schilderes en tekenares
- Constantin Héger (1809–1896), leerkracht
- François Cautaerts (1810-1881), kunstschilder
- Frédéric Fortamps (1811–1898), senator
- Auguste Orts (1814–1880), advocaat, historicus en liberaal politicus
- Joseph Stevens (1816-1892), dierenschilder
- Auguste Navez (1816-1903), officier en militair uitvinder
- Hadelin de Liedekerke Beaufort (1816–1890), volksvertegenwoordiger
- Alphonse Wauters (1817-1898), stadshistoricus en archivaris
- Joseph Poelaert (1817–1879), architect
- Henri t'Kint de Roodenbeke (1817–1900), diplomaat en politicus
- Edouard Huberti (1818–1880), landschapschilder en aquarellist
- Théodore Juste (1818–1888), historicus en schrijver
- Edmond Fierlants (1819–1869), pionier van de Belgische fotografie
- Jean Baptiste Van Moer (1819–1884), kunstschilder
- Victor Poelaert (1820-1859), beeldhouwer

### 1821–1860
- Alexandre Jamar (1821–1888), politicus, volksvertegenwoordiger en minister
- Jean-Baptiste Robie (1821–1910), schrijver
- Alfred Van der Smissen (1823-1895), generaal
- Oscar Jolly (1824–1902), senator
- Victor Jamaer (1825–1902), een van de belangrijkste figuren van de Belgische neogotiek
- Jules Anspach (1829-1879), politicus en burgemeester van Brussel
- Louis Dubois (1830–1880), schilder
- Hubert Bellis (1831-1902), kunstschilder

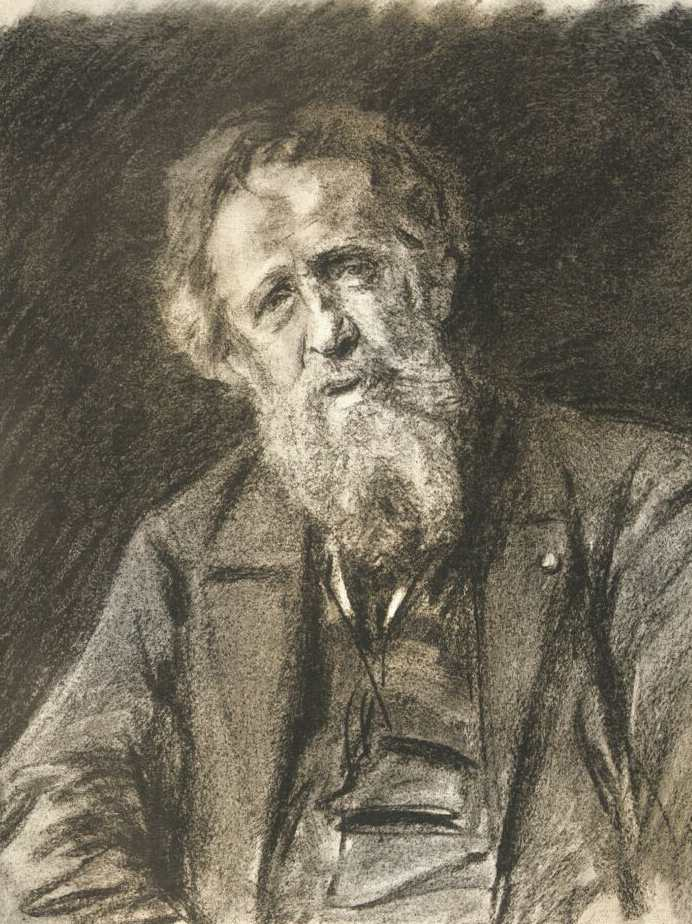
Constantin Meunier

- Constantin Meunier (1831–1905), beeldhouwer
- Alphonse Mailly (1833–1918), organist en componist
- Leopold II van België (1835-1909), koning der Belgen (1865-1909)
- Xavier Olin (1836–1899), politicus
- Karel Buls (1837-1914), politicus, burgemeester van Brussel
- Charles Woeste (1837-1922), advocaat en katholiek politicus
- Charles Graux (1837–1910), politicus, advocaat en hoogleraar
- François Bourgeois (1839-1911), politiecommissaris van Brussel
- Guillaume De Groot (1839-1922), beeldhouwer
- Marie Collart (1842–1911), schilder
- Gustave Huberti (1843–1910), componist
- Jules Van Dievoet (1844–1917), advocaat bij het Hof van Cassatie
- Charles Fiévez (1844-1890), astrofysicus
- Eugène Goblet d'Alviella (1846–1925), liberaal politicus en minister
- Marie Popelin (1846-1913), feministe
- Jean Baes (1848-1914), architect, decorateur en aquarellist
- Adolphe Hamesse (1849–1925), landschapsschilder
- Ferdinand de Baillet Latour (1850–1925), politicus
- Fernand de Jonghe d'Ardoye (1850–1925), volksvertegenwoordiger en senator
- Prosper Wielemans (1850–1932), senator
- Théodore Hannon (1851-1916), auteur, schilder en kunstcriticus
- Samson Wiener (1851–1914), politicus
- Jules Brunfaut (1852-1942), architect
- Henri La Fontaine (1854-1943), politicus, pacifist en Nobelprijswinnaar
- Jean Volders (1855-1896), socialist
- Pierre Lalemand (1855–1941), senator
- Léon Frédéric (1856-1940), schilder
- Jean-Baptiste Henderickx (1856–1917), senator
- William Jelley (1856–1932), kunstschilder, architect en dichter
- Frans Backvis (1857-1926), Belgisch kunstschilder
- Adolphe Lacomblé (1857–1935), advocaat en fotograaf
- Iwan Gilkin (1858–1924), dichter, toneelschrijver en journalist
- Philippe Wolfers (1858–1929), edelsmid
- Max Waller (1860-1889), schrijver

### 1861–1900
- Franz Gailliard (1861–1932), kunstschilder, aquarellist, pastellist, graficus, etser en lithograaf
- Emile Francqui (1863–1935), militair, diplomaat en zakenman
- Paul Pelseneer (1863–1945), zoöloog
- Jules Solau (1863–1937), syndicalist en politicus
- Albert Ciamberlani (1864-1956), kunstschilder
- Paul Gilson (1865–1942), componist
- Maurice Féron (1865–1929), volksvertegenwoordiger en senator
- Émile Vandervelde (1866-1938), oprichter van de Belgische Werkliedenpartij
- Juliette Wytsman (Trullemans) (1866–1925), schilder
- Paul Otlet (1868-1944), bibliograaf, theosoof, pacifist en ondernemer
- Adolphe Max (1869-1939), politicus en burgemeester van Brussel
- Henri Van Dievoet (Brussel, 19 januari 1869 - Brussel, 24 april 1931), architect
- Lodewijk de Raet (1870-1914), voorman van de Vlaamse beweging
- Henri Roorda (1870–1925), Franstalig Zwitsers publicist
- Raoul Warocqué (1870-1917), industrieel, politicus en kunstverzamelaar
- August Vermeylen (1872-1945), Vlaams voorman, auteur en hoogleraar
- Raymond Foucart (1872–1941), volksvertegenwoordiger en burgemeester
- François Malfait (1872–1955), architect
- Louis Vervaeck (1872-1943), stichter van de Penitentiair Antropologische Dienst
- Paul-Emile Janson (1872–1944), politicus, eerste minister
- Marie Janson (1873–1960), socialistisch politicus
- Antoine Pompe (1873-1980), architect, pionier van het modernisme
- Frans Smeers (1873–1960), kunstschilder
- Paul Crokaert (1875-1955), politicus en bestuurder
- Gabriel Van Dievoet (1875-1934), kunstschilder en art-nouveaudecorateur
- Henri de Baillet Latour (1876–1942), voorzitter van het Internationaal Olympisch Comité
- Edgard Tytgat (1879-1957), kunstschilder, boekbandontwerper en graficus
- Franz Hellens (1881-1972), schrijver, dichter en criticus
- Henri Schouteden (1881–1972), zoöloog, ornitholoog en entomoloog
- Louis Baes (1883-1961), architect
- Joseph Witterwulghe (1883-1967), beeldhouwer
- Camille Gutt (1884–1971), econoom en minister
- Paul Stoffyn (1884-1945), beeldhouwer
- Julius Hoste (1884–1954), politicus en minister
- Albert Marteaux (1886–1949), communistisch politicus
- Maurice De Korte (1889–1978), beeldhouwer
- Jean-Jacques Gailliard (1890–1976), kunstschilder en graficus
- Victor de Laveleye (1894–1945), tennisser, advocaat en liberaal politicus
- Charles Swyncop (1895–1970), kunstschilder
- Lucie Vellère (1896–1966), componiste
- Jeanne Van Calck (1897–1906), werd vermoord in Brussel
- Charles Jacques Janssens (1898–1982), volksvertegenwoordiger en burgemeester van Elsene
- Jean Van den Bosch (1898-1981), wielrenner, Olympisch medaillehouder
- Michel de Ghelderode (1898–1962), toneelschrijver
- François Morren (1899-1985), atleet
- Éliane de Meuse (1899–1993), kunstschilderes
- Renaat Grassin (1900-1964), cabaretier
- Joseph Bracops (1900-1966), politicus

### 1901–2000
- Gaston Schoukens (1901-1961), filmpionier
- Leopold III van België (1901-1983), koning der Belgen (1934-1951)
- Maurice Wolf (1902-1942), beeldhouwer
- E. L. T. Mesens (1903-1971), pianist, componist, schrijver en dichter (surrealisme)
- Edgar P. Jacobs (1904-1987), striptekenaar, schepper van Blake en Mortimer
- Akarova alias Marguerite Acarin (1904-1999), danseres en kunstenares
- Leo Jozef Suenens (1904-1996), aartsbisschop en kardinaal
- Yvonne Levering (1905–2006), pianiste, contra-alt en mezzosopraan
- Marcel Hastir (1906-2011), kunstschilder en theosoof
- Léo Moulin (1906–1996), socioloog, gastronoom en schrijver
- Hergé (1907–1983), striptekenaar die Kuifje schiep
- Jean d'Osta (1909–1993), schrijver, journalist, humorist, historicus en folkorist
- Pierre Van Halteren (1911-2009), politicus en burgemeester van Brussel
- Constant Vanden Stock (1914-2008), voetballer en bestuurder
- Jacques Cuisinier (1915-2000), architect
- Nelly Byl (1919-2011), lieddichteres
- Charly De Pauw (1920-1984), vastgoedmagnaat
- Raymond Goethals (1921-2004), doelman en coach
- Alain de Changy (1922–1994), formule 1-coureur
- Hypoliet van den Bosch (1926–2011), voetballer
- Luc de Heusch (1927–2012), etnoloog en cineast
- Joseph Noiret (1927–2012), kunstschilder en dichter
- Peyo (1928-1992), striptekenaar, geestelijke vader van de Smurfen
- Jacqueline Harpman (1929-2012), Franstalig schrijfster
- Henri Simonet (1931–1996), politicus en vrijmetselaar
- Jean-Pierre de Launoit (1935–2014), bankier
- Raymond Trousson (1936-2013), hoogleraar literatuur
- Patrick Haemers (1952-1993), misdadiger
- Jean-Pierre Hautier (1955–2012), presentator
- Maurane (1960-2018), zangeres

## Geboren in Brussel
Dit zijn, naar geboortejaar, personen die geboren zijn (maar niet gestorven) in Brussel:

### 1201–1600
- Gerard van Brussel, meetkundige en filosoof
- Maria van Bourgondië (1457–1482), hertogin van Bourgondië, Brabant, Limburg, Luxemburg en Gelre
- Jan Mombaer (1460-1501), geestelijke en auteur
- Filips van Bourgondië-Blaton (1464–1524), admiraal van de Nederlanden van 1498 tot 1517 en bisschop van Utrecht van 1517 tot 1524
- Margaretha van Oostenrijk (1480-1530), hertogin van Savoye en landvoogdes van de Habsburgse Nederlanden
- Claes van der Elst (ca. 1493-1528), pastoor en lutheraan
- Eleonora van Oostenrijk (1498-1558), dochter van Filips de Schone, eerst koningin van Portugal en later van Frankrijk
- Isabella van Habsburg (1501–1526), koningin van Denemarken en Noorwegen
- Maria van Hongarije (1505–1558), landvoogdes van de Habsburgse Nederlanden

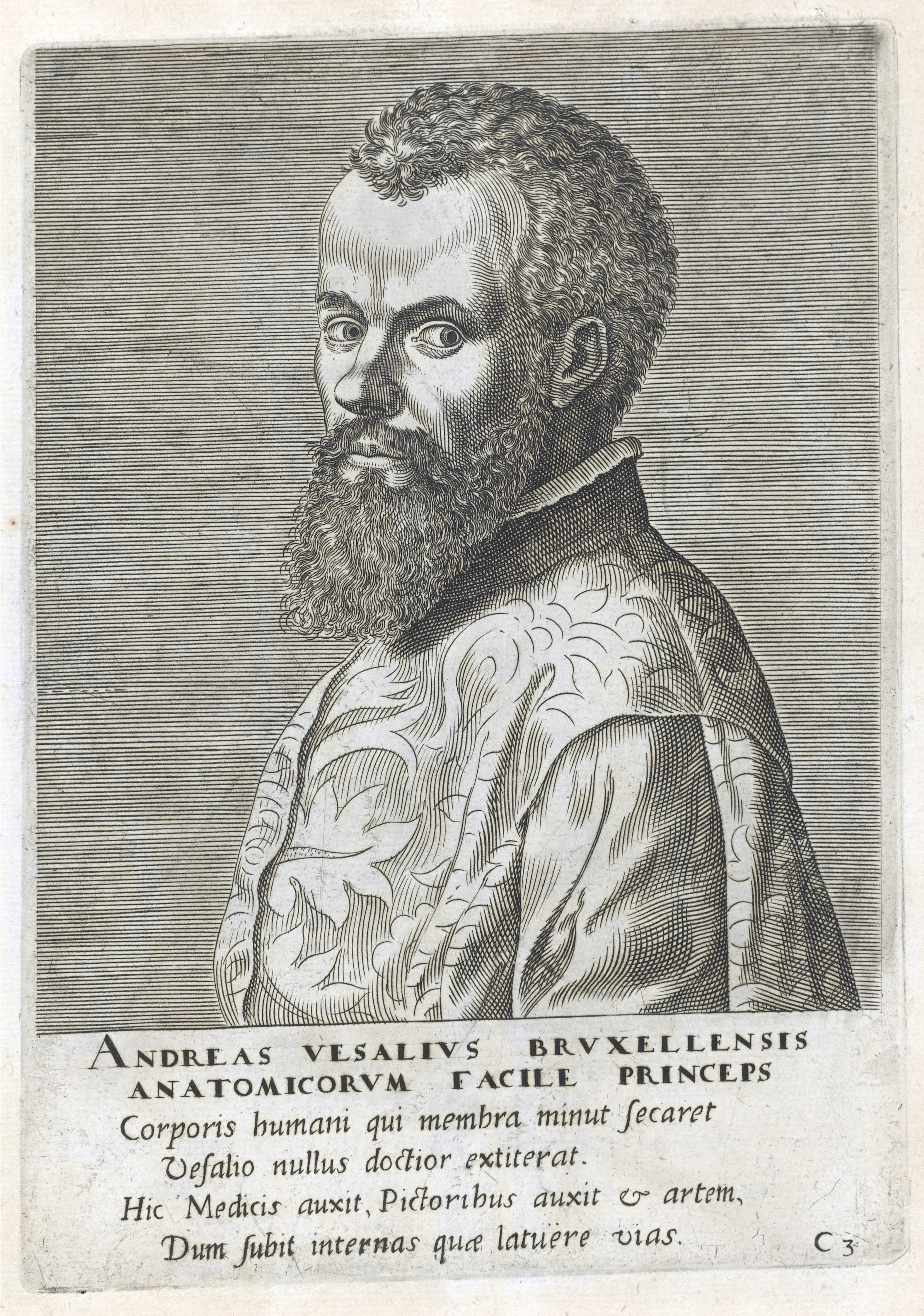
Andreas Vesalius

- Andreas Vesalius (1514-1564), arts en grondlegger van de anatomie
- Hendrik van Brederode (1531-1568), edelman en geus
- Filips van Marnix van Sint-Aldegonde (1540-1598), auteur, geleerde en diplomaat
- Aert Mijtens (1541–1602), Zuid-Nederlands schilder van de Renaissance
- Joos van Winghe (1544–1603), Brabants maniëristisch schilder
- Arnold Baert (1554-1629), lid van de Hoge Raad van Mechelen
- Pieter Brueghel de Jonge (1564/1565–1638), kunstschilder
- François d'Aguilon (1567–1617), architect
- Odo van Maelcote (1572–1615), jezuïet en wiskundige
- François van Aerssen (1572-1641), diplomaat en raadpensionaris van de Republiek der Zeven Verenigde Nederlanden

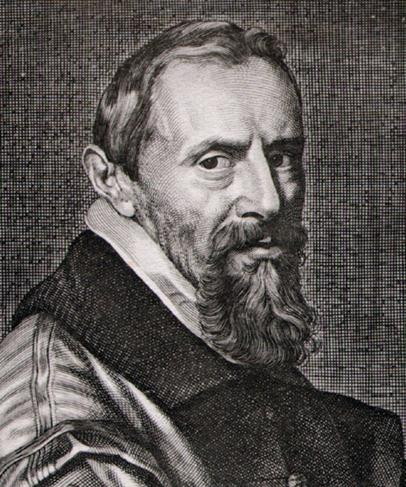
Aubertus Miraeus

- Aubertus Miraeus (1573–1640), Zuid-Nederlandse humanist, filoloog en historiograaf
- Jan Jacobs (1575-1650), goudsmid
- Jan Baptista van Helmont (1577-1644), alchemist, fysioloog en arts
- Adriaan van den Spiegel (1578-1625), anatoom, chirurg en botanicus
- Philippe Alegambe (1592-1652), jezuïet en bibliograaf
- Karel van den Bosch (1597-1665), bisschop van Brugge en daarna van Gent
- Frans Duquesnoy (1597–1643), Zuid-Nederlands beeldhouwer
- Frans Caron (1600-1673), Nederlands koloniaal bewindsman

### 1601–1800
- Hiëronymus Duquesnoy de Jonge (1602–1654), beeldhouwer en architect
- Philippe de Champaigne (1602-1674), barokschilder
- Tiburtius van Brussel (1605-1669), componist
- Christoffel Jacob vander Laenen (ca. 1607–1651), barokschilder
- Eugeen Albert d'Allamont (1609-1673), bisschop van Gent
- Joannes Meyssens (1612–1670), barokschilder, graveur en drukker
- Éléonore de Bergh (1613-1657), hofdame te Brussel en Frans politica
- Michael Sweerts (1618–1664), Zuid-Nederlands schilder, tekenaar en prentmaker
- Albert Dorville (1621-1662), Chinamissionaris en cartograaf
- Adam Frans van der Meulen (1632–1690), barokschilder
- Carlos de Grünenbergh (1638-1696), militair ingenieur en ridder van Malta
- Robert de Longe (1646–1709), schilder
- Claude-Frédéric t'Serclaes van Tilly (1648–1723), vooraanstaand militair in de Zuidelijke en Noordelijke Nederlanden
- Philippe van Dievoet (1654-1738), goudsmid
- Gerardus Rubens (1674-1736), abt van Hemiksem
- Jan Filips Eugeen van Merode (1674–1732), edelman en legeraanvoerder
- Petrus van der Borcht (1676–1739), Neolatijnse dichter en pastoor van Neigem
- Keizer Karel VII Albrecht (1697-1745), keurvorst van Beieren en Rooms-Duitse keizer
- Jan Anton de Robiano (1698–1769), bisschop van Roermond van 1746 tot 1769
- Clemens August van Beieren (1700-1761), hertog-aartsbisschop

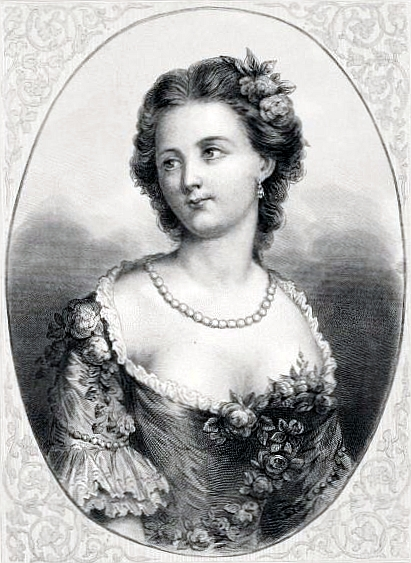
Marie Camargo

- Marie Camargo (1710-1770), balletdanseres
- Charles-Joseph van Helmont (1715–1790), componist en kerkmusicus

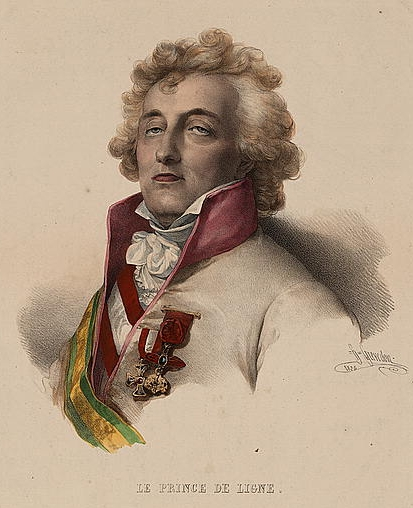
Charles Joseph de Ligne

- Beda Regaus (1718-1808), proost van Affligem
- Guillaume de Spinny (1721-1785), portretschilder in Den Haag
- Karel Eugenius van Württemberg (1728-1793), hertog

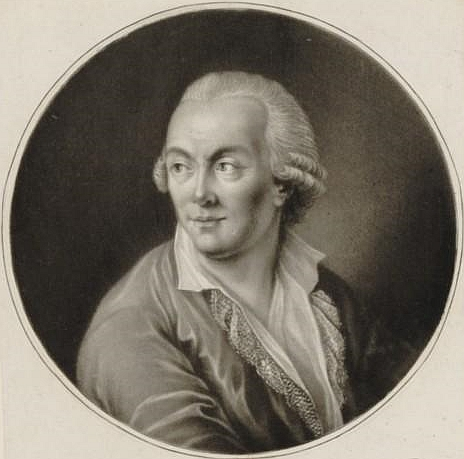
Hendrik van der Noot

- Hendrik van der Noot (1731–1827), rechtsgeleerde, advocaat en politicus
- François Xavier de Feller (1735–1802), jezuïet, erudiet en polemisch schrijver
- Charles-Joseph de Ligne (1735–1814), prins, schrijver en veldmaarschalk in Oostenrijkse dienst
- Cornélie Wouters de Vassé (1737–1802), schrijfster
- Marie-Caroline Murray (1741-1831), auteur en societyfiguur
- François-Dominique Mosselman (1754–1840), industrieel en bankier
- Joseph Gehot (1756–1820), violist
- Charles-Alexandre de Gavre (1759–1832), edelman, militair en politicus
- Petrus Jozef Triest (1760–1836), rooms-katholiek priester en kanunnik
- Willem Charles Ghislain van Merode (1762–1830), graaf van Merode en van het Heilig Roomse Rijk
- Jean-Baptiste Van Mons (1765–1842), scheikundige, botanicus, horticulturist en agronoom
- Charles Evers (1773–1818), Nederlands luitenant-generaal en cavalerist
- Charles-Joseph d'Ursel (1777–1860), Zuid-Nederlands politicus
- François de Robiano (1778–1836), politicus
- François-Jean Wyns de Raucour (1779–1857), senator en burgemeester
- Louis de Robiano (1781–1855), politicus
- Emmanuel van der Linden d'Hooghvorst (1781–1866), politicus
- Alfred I zu Windisch-Graetz (1787-1862), Oostenrijks veldmaarschalk
- Maximiliaan Antoon van der Noot (1787-1862), bisschop van Gent
- Philippe Vandermaelen (1795–1869), cartograaf en geograaf
- Isidore Plaisant (1796–1836), het eerste hoofd van de Belgische staatsveiligheid
- Pierre-Théodore Verhaegen (1796–1862), advocaat, politicus en stichter van de Université Libre de Bruxelles
- Ferdinand Piercot (1797–1877), politicus, burgemeester en minister
- Constantin Wesmael (1798–1872), entomoloog

### 1801–1850
- Joseph Fleury-Duray (1801–1874), generaal
- Joseph Plateau (1801–1883), natuurkundige en wiskundige
- Auguste d'Overschie de Neeryssche (1802–1880), senator en burgemeester
- Charles-Ghislain Vilain XIIII (1803–1878), diplomaat
- Kolonel Borremans (1804-1876), Belgisch revolutionair
- Théodore Mosselman du Chenoy (1804–1876), bankier en senator
- Pedro Vander Linden (1804-1860), generaal in Mexico
- Zoë de Gamond (1806–1854), pedagoge en feministe
- Joseph Van Schoor (1806–1895), liberaal senator
- Leopold Sancke (1815–1874), advocaat, rechtsgeleerde en hoogleraar
- Charles Leickert (1816–1907), kunstschilder
- Willem III der Nederlanden (1817-1890), koning der Nederlanden (1849-1890)
- François Stroobant (1819–1916), kunstschilder, graveerder, tekenaar, lithograaf en aquarellist
- François-Xavier de Mérode (1820–1874), bisschop
- Edouard Van den Corput (1821–1908), senator
- Alfred Stevens (1823–1906), portret- en genreschilder
- Felix Vanderstraeten (1823–1884), politicus en burgemeester
- Carlos De Haes (1826–1898), Belgisch-Spaans kunstschilder en graficus van Nederlandse afkomst
- Francis Kol (1826-1856), laatste crimineel van gemeen recht in België geguillotineerd
- Antoinette van Merode (1828–1864), vorstin van Monaco
- Arthur Isodorius Marie Celestinus de Posson (1828-1909), generaal-majoor en adjudant van de Nederlandse koning
- Pierre Van Humbeeck (1829–1890), volksvertegenwoordiger en minister
- Gustave Saintenoy (1832–1892), architect
- Louis-Charles Verwee (1832–1882), kunstschilder gespecialiseerd in genretaferelen en portretten
- Louis François Lefebvre (1834-1903), beeldhouwer
- Emile Van Hoorde (1835–1901), volksvertegenwoordiger en senator
- Edmond Picard (1836-1924), advocaat
- Guillaume Vogels (1836–1896), schilder en aquarellist
- Henry Stacquet (1838–1906), kunstschilder
- Henri Van Cutsem (1839-1904), kunstverzamelaar en mecenas
- François de Waha (1839–1900), edelman en burgemeester
- Charles Hermans (1839-1924), schilder
- Emile Féron (1841–1918), volksvertegenwoordiger
- Victor-Charles Mahillon (1841–1924), muzikant, organoloog, akoestiekspecialist en instrumentenmaker
- Marie Collart (1842-1911), schilderes
- Joseph Hansen (1842–1907), danser en choreograaf
- Édouard Otlet (1842–1907), senator en ondernemer
- Paul Splingaerd (1842–1906), vondeling en mandarijn
- Adhémar d'Oultremont (1845–1910), diplomaat en senator
- Willem De Mol (1846–1874), componist
- Émile Wauters (1846–1933), kunstschilder
- Eugène Van Overloop (1847–1926), senator
- Agapit Stevens (1848–1924), schilder
- Joseph d'Ursel (1848–1903), diplomaat en politicus
- Alix d'Anethan (1848-1921), kunstschilder
- Alfred Verhaeren (1849–1924), kunstschilder
- Hippolyte d'Ursel (1850–1937), volksvertegenwoordiger en senator

### 1851–1900
- Laura Mosselman du Chenoy (1851–1925), grootmoeder van koningin Paola
- Emma Leclercq (1851-1933), natuurwetenschapper
- Eugène Plasky (1851–1905), landschapsschilder
- Willy Finch (1854–1930), schilder en keramiekkunstenaar
- Isidore De Rudder (1855-1943), beeldhouwer en ontwerper
- Alexander van Maasdijk (1856-1931), Nederlands schilder
- Eugène de Mevius (1857–1936), senator
- Alice Ronner (1857–1957), stillevenschilderes
- George Albert Boulenger (1858–1937), Belgisch-Brits zoöloog

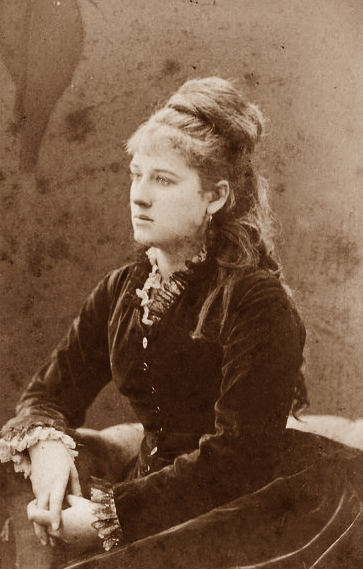
Adeline Dudlay

- Adeline Dudlay (1858–1934), Frans-Belgische toneelactrice en lid van de Comédie-Française
- Albert Poelaert (1859–1925), senator
- Emma Ronner (1860–1936), stillevenschilderes
- Maurice Vauthier (1860–1931), politicus en minister
- Henri Roger (1861–1917), volksvertegenwoordiger
- Adrien Vilain XIIII (1861–1940), volksvertegenwoordiger en burgemeester
- Léon de Lantsheere (1862–1912), politicus
- Charles Samuel (1862–1938/1939), beeldhouwer, graveur en medaillist
- Willy Schlobach (1864–1951), Belgisch-Duits schilder
- Émile Royer (1866–1916), volksvertegenwoordiger
- Georges Vilain XIIII (1866–1931), politicus en burgemeester
- Juliette Wytsman (1866–1925), impressionistische kunstschilderes
- Albert d'Huart (1867–1937), volksvertegenwoordiger en senator
- Camille Jenatzy (1868-1913), autocoureur
- Pierre de Liedekerke de Pailhe (1869–1943), politicus
- Jeanne Schwyzer-Vogel (1870-1944), Zwitserse feministe
- Jacques Mesnil (1872–1940), anarchist, historicus, journalist en kunstcriticus
- Fernand Van den Corput (1872–1948), politicus
- Fernand Toussaint (1873–1956), schilder
- Victor Waucquez (1874–1952), senator

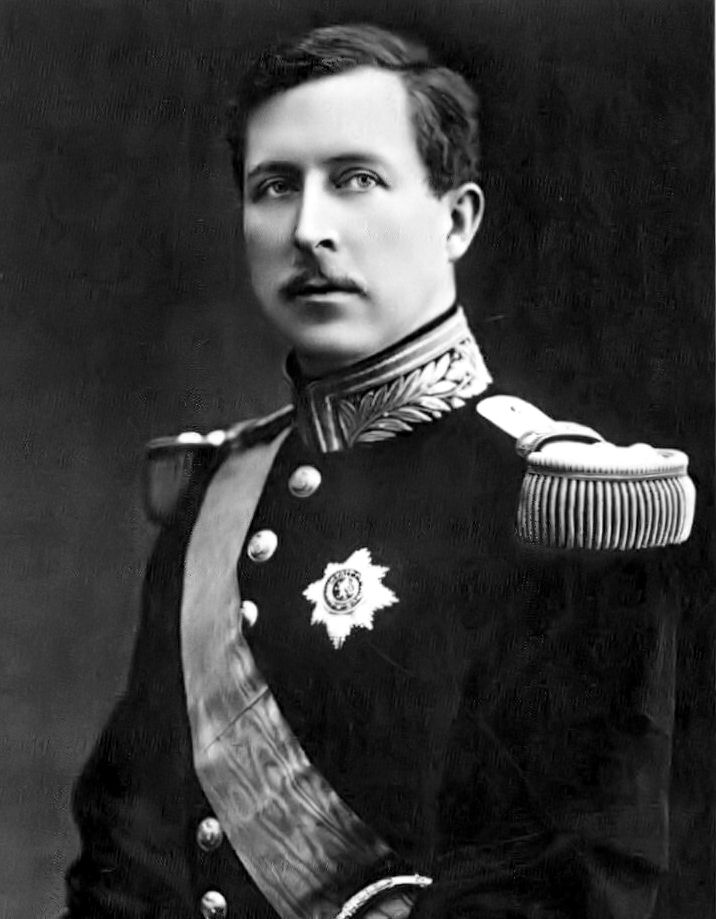
Albert I van België

- Albert I van België (1875-1934), koning der Belgen (1909-1934)
- Victor Ernest (1875–1940), volksvertegenwoordiger
- Antonia Kufferath (1875-1939), zangeres
- Jean Van den Eeckhoudt (1875–1946), pastellist en kunstschilder
- Jacques Marin (1877-1950), beeldhouwer
- Maurice Wagemans (1877–1927), kunstschilder
- Philippe Swyncop (1878–1949), kunstschilder
- Herman Teirlinck (1879-1967), schrijver
- Jehan Frison (1882–1961), kunstschilder
- Pieter Magerman (1882-1963), toneelschrijver
- Joseph Jacquemotte (1883–1936), politicus
- Marcel Rau (1886–1966), beeldhouwer, medailleur en muntontwerper
- Agnès della Faille d'Huysse (1888–1971), politicus en weerstander
- Alfred Courtens (1889-1967), beeldhouwer
- Gaston Wallaert (1889- 1954), kunstschilder en schrijver
- Victor Serge (1890-1947), Russisch schrijver en revolutionair
- Honoré Van Waeyenbergh (1891–1971), katholieke geestelijke
- Staf Bruggen (1893-1964), Vlaams toneelspeler en toneelregisseur
- Fernand Nisot (1895–1973), voetballer
- Henri-Victor Wolvens (1896-1977), kunstschilder
- Leo Magits (1899-1990), politicus en Vlaams activist
- Paul-Henri Spaak (1899–1972), politicus, premier, secretaris-generaal van de NAVO
- Joseph Bracops (1900-1966), politicus
- Charles van Renynghe de Voxvrie (1900–1982), historicus, genealoog en publicist

### 1901–1920
- Charlotte Bara (1901-1986), Belgische danseres
- Charles Héger (1902-1984), politicus en minister
- Robert Puttemans (1902-1978), architect
- Joseph Vander Wee (1902-1978), atleet en politicus
- Karel van België (1903-1983), graaf van Vlaanderen, prins en regent van België
- Charles Spaak (1903-1975), Frans scenarist

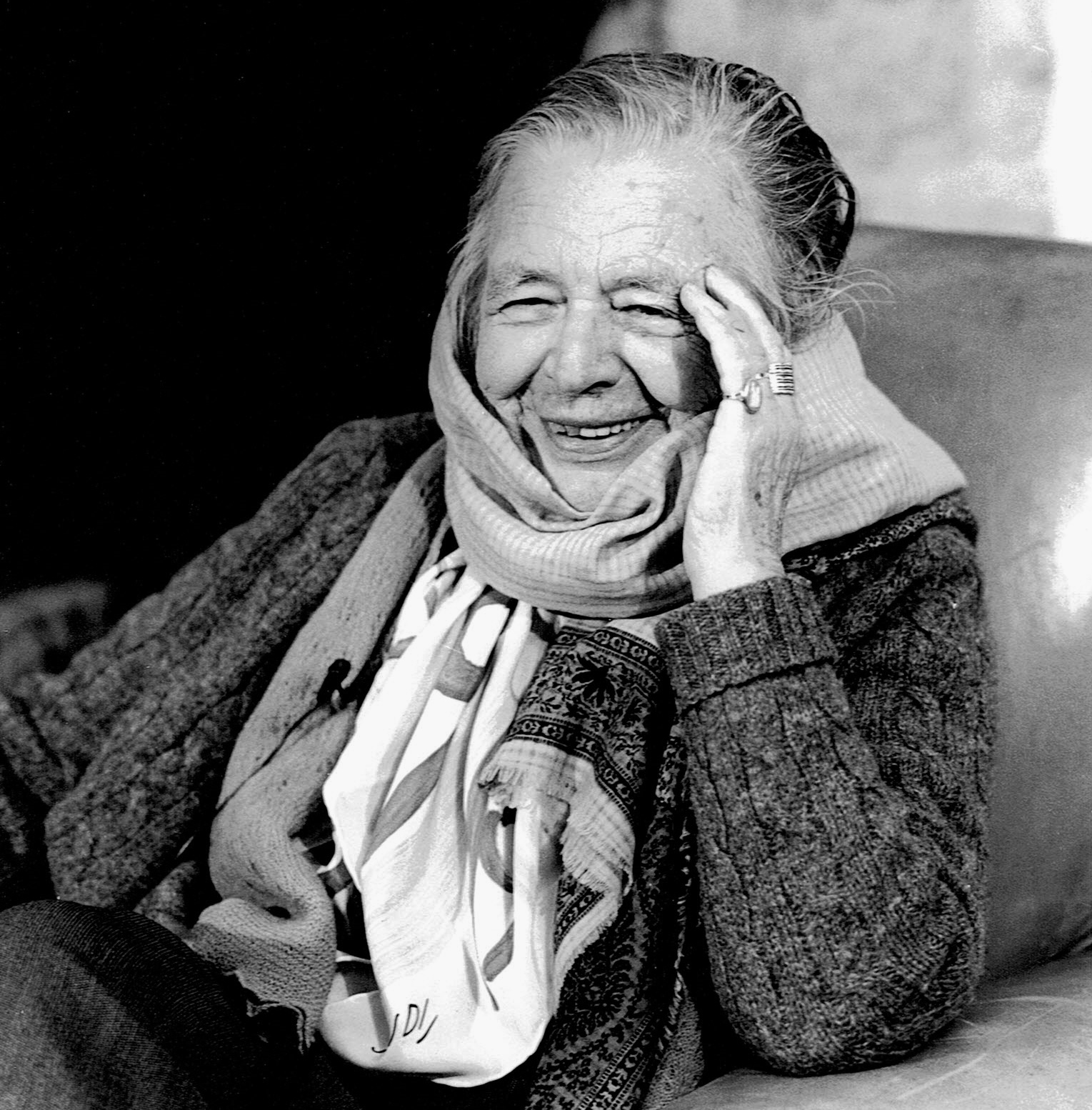
Marguerite Yourcenar

- Marguerite Yourcenar (1903-1987), Frans schrijfster en eerste vrouw in de Académie française
- Raymond Dispy (1903-1980), politicus
- Etienne de la Vallée Poussin (1903–1996), senator
- Germaine Anciaux (1904-1999), beeldhouwster
- Raymond Rouleau (1904-1981), Frans filmregisseur van Belgische afkomst
- Pierre Chenal (1904-1990), Frans filmregisseur van Belgische afkomst
- Sam Herssens (1905-1972), redacteur en politicus
- Francis Walder (1906–1997), schrijver en militair
- Edith Addams (1907-2002), olympisch schermster
- Charles-Emmanuel Janssen (1907–1986), industrieel en volksvertegenwoordiger
- Aimée Van de Wiele (1907–1991), klaveciniste
- Zuster Emmanuelle (1908-2008), Belgisch-Franse non en weldoenster
- Claude Lévi-Strauss (1908–2009), Frans cultureel antropoloog
- Josane Sigart (1909–1999), tennisspeelster
- Jos Moerenhout (1909-1985), componist, dirigent en klarinettist
- William Ugeux (1909–1997), belangrijk lid van het Verzet tijdens de Tweede Wereldoorlog en een invloedrijk persoon in de Belgische samenleving
- Jan Fievez (1910–1997), voetballer
- Rodolphe de Hemricourt de Grunne (1911-1941), graaf en gevechtspiloot gesneuveld in de Tweede Wereldoorlog
- Raymond Scheyven (1911–1987), volksvertegenwoordiger, senator en minister
- Charles Van Acker (1912–1998), Belgisch-Amerikaans autocoureur
- Jean de Selys Longchamps (1912–1943), gevechtspiloot die in de Tweede Wereldoorlog voor de Royal Air Force vocht
- Johan Hendrik Weidner (1912-1994), Nederlands verzetsstrijder
- Lex Goudsmit (1913-1999), Nederlands acteur
- Denise Probst-Massin (1913-1980), textielkunstenaar en glazenier
- Marc Verhaeghe de Naeyer (1913-2003), bestuurder
- Julio Cortázar (1914-1984), Argentijns schrijver
- Lodewijk Jérôme Victor Emanuel Leopold Marie Napoleon (1914–1997), van 1926 tot 1997 hoofd van het huis Bonaparte
- Gabrielle Weidner (1914–1945), verzetsstrijdster
- Jean Jérôme Hamer (1916–1996), geestelijke en kardinaal van de Katholieke Kerk
- Anne Philipe (1917-1990), schrijfster
- Gaston de Gerlache (1919–2006), ontdekkingsreiziger
- Paul Vanden Boeynants (1919-2001), eerste minister
- Adhémar d'Alcantara (1920-2012), politicus

### 1921–1940

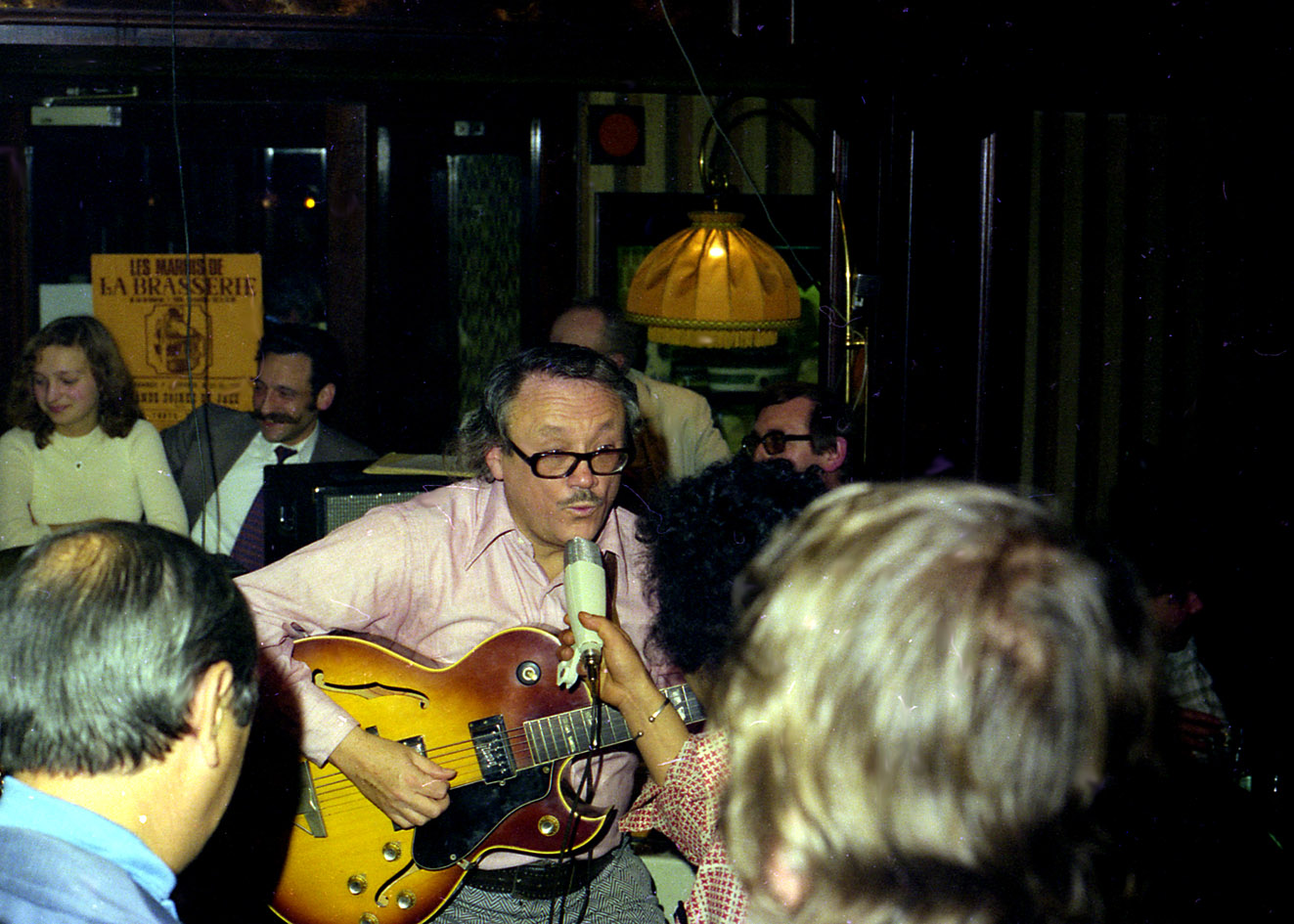
Toots Thielemans in een Brussels café

- Gaston Bogaerts (1921–2022), percussionist en schilder
- Paul Vandenbussche (1921–2011), eerste administrateur-generaal van de BRT
- André Willequet (1921–1998), beeldhouwer
- Toots Thielemans (1922–2016), jazzmuzikant
- Andrée Dumon (1922–2025), verzetsstrijdster
- Maurice Wyckaert (1923–1996), kunstschilder
- André Franquin (1924–1997), striptekenaar, schepper van Guust Flater
- Olivier Gendebien (1924–1998), oorlogsheld en autocoureur
- Léon Van Hove (1924–1990), fysicus
- Paul Rolin (1924–2015), amateurgolfer en golfbaanarchitect
- Philippe Washer (1924–2015), tennisser
- François Houtart (1925–2017), priester en godsdienstsocioloog
- Pierre Van Roye (1925–2013), senator
- Pierre Alechinsky (1927), kunstenaar
- Josephine Charlotte van België (1927–2005), prinses van België
- Lucien Kroll (1927–2022), architect
- Claude Laydu (1927–2011), acteur, auteur en televisieproducer
- Charles de Tornaco (1927–1953), formule 1-coureur
- Peyo, alias Pierre Culliford (1928–1992), striptekenaar en schepper van De Smurfen)
- Annie Cordy (1928–2020), zangeres, actrice
- Lucien Jacques Baucher (1929-2023), architect

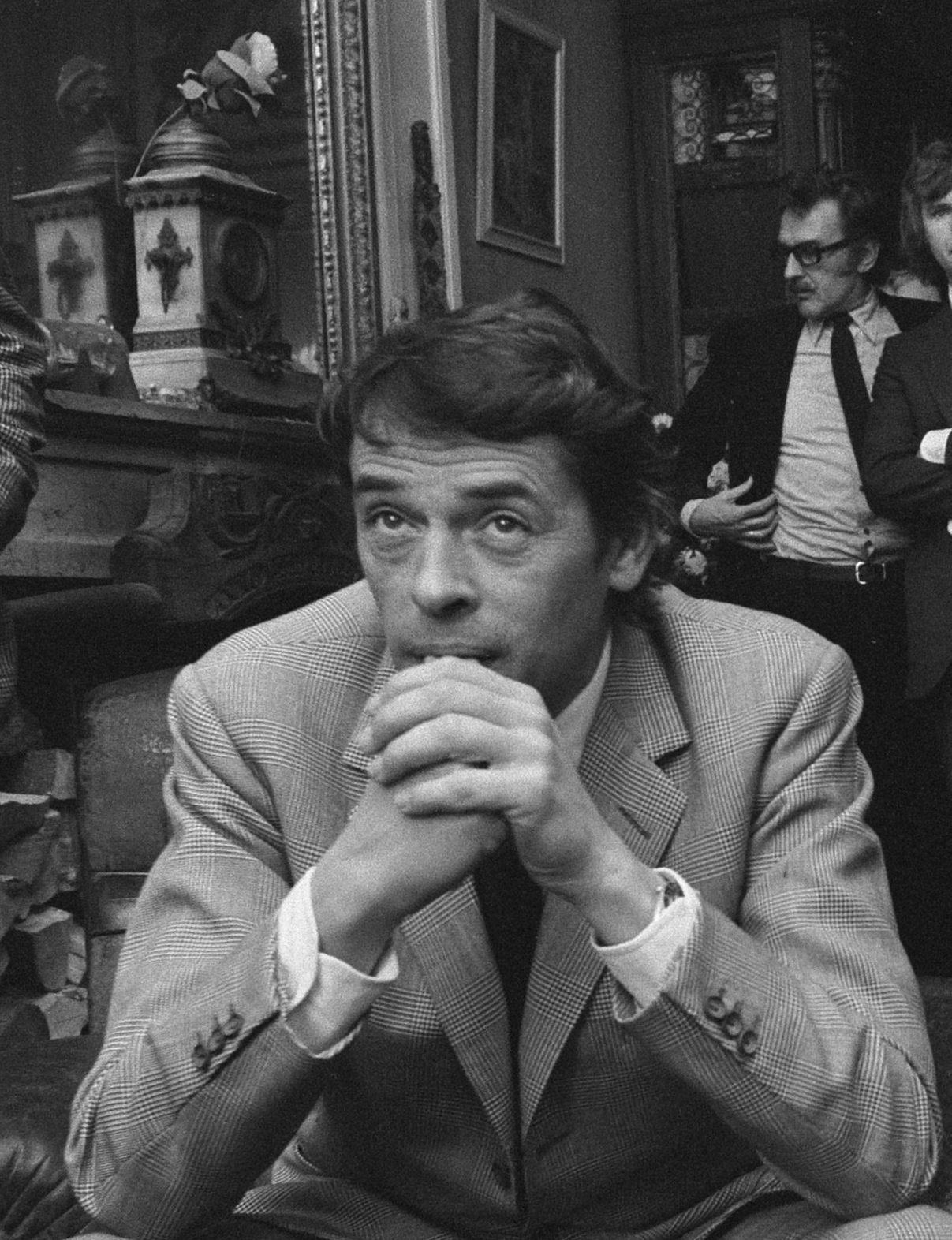
Jacques Brel

- Jacques Boël (1929-2022), industrieel
- Jacques Brel (1929-1978), zanger, componist en acteur
- Audrey Hepburn (1929-1993), Nederlands-Brits actrice en filantrope
- Hélène Joye (1929-2016), Belgisch atlete
- Boudewijn van België (1930-1993), koning der Belgen (1951-1993)
- FM-2030 (1930-2000), transhumanist
- Richard Van Genechten (1930–2010), wielrenner
- René Follet (1931-2020), striptekenaar
- Étienne Périer (1931-2020), Frans filmregisseur van Belgische afkomst
- François Englert (1932), theoretisch fysicus en Nobelprijswinnaar
- Sœur Sourire (Jeannine Deckers) (1933-1985), kloosterzuster en zangeres
- Albert II van België (1934), koning
- François van Hoobrouck d'Aspre (1934-2020), edelman en politicus
- François Narmon (1934-2013), bankier
- Guy Peellaert (1934-2008), graficus en popart-kunstenaar
- Simon Leys (1935-2014), sinoloog en essayist
- Daniel Janssen (1936), industrieel
- Charles-Ferdinand Nothomb (1936-2023), baron en politicus
- Aloïs De Backer (1937), politicus
- Armand de Ricqlès (1938), Belgisch-Frans paleontoloog
- Jean Van Hamme (1939), romanschrijver en scenarist van stripverhalen
- Pierre Mertens (1939), romanschrijver en advocaat
- Alexis Ponnet (1939), voetbalscheidsrechter
- Jacques Pennewaert (1940-2016), atleet
- José van Dam (1940), zanger
- Georges Jacobs (1940), ondernemer
- Jacques Pennewaert (1940-2016), atleet
- Theo Van Moer (1940-2022), atleet

### 1941–1950
- Bob de Groot (1941-2023), striptekenaar en -scenarist
- Annie Reniers (1941), schrijfster en essayist
- Hugo Bousset (1942), hoogleraar moderne Nederlandse letterkunde
- Gérald Frydman (1942), regisseur
- Eric de Kuyper (1942), filmregisseur, filmtheoreticus en schrijver
- Teddy Pilette (1942), formule 1-coureur
- Françoise Tulkens (1942), hoogleraar emeritus, rechtsgeleerde en rechter
- Christine Beckers (1943), autocoureur
- Marijn de Koning (1943-2021), Nederlands journaliste en politica
- Philippe Goddin (1944), schrijver
- François Mathy (1944), ruiter
- Pierre Deligne (1944), wiskundige
- Christine Ockrent (1944), Frans tv-journaliste van Belgische afkomst
- Daniel Borrey (1945-2003), Belgisch atleet
- Jacky Ickx (1945), autosporter
- Alain De Kuyssche (1946-2024), journalist en schrijver
- Diane von Fürstenberg (1946), modeontwerpster
- Gilbert Hottois (1946-2019), filosoof
- Francis Van den Eynde (1946-2021), politicus
- Geert van Istendael (1947), prozaschrijver, dichter en essayist
- Jean-Claude Vanden Eynden (1947), pianist
- Julien Vrebos (1947), regisseur
- Michel Weyland (1947), striptekenaar
- Pierre Rapsat (1948-2002), zanger
- Jacques Morel (1948), politicus

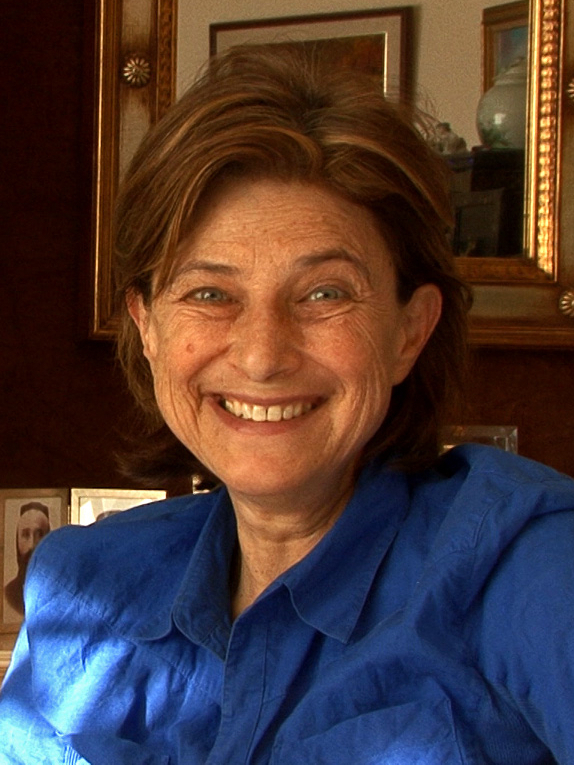
Chantal Akerman

- Michel Herr (1949), pianist en componist
- Chantal Akerman (1950-2015), regisseuse
- Christian Vidal (1950), zanger
- Anne Canneel (1950-2017), beeldhouwer

### 1951–1960
- Philippe Van Parijs (1951), filosoof
- Andrei Kozyrev (1951), Russisch minister van Buitenlandse Zaken
- Chantal Maillard (1951), schrijfster
- Bernard de Dryver (1952), formule 1-coureur
- Pierre Labouverie (1952), diplomaat
- Nora Tilley (1952-2019), actrice
- Yolande Moreau (1953), actrice en filmregisseur
- Dani Klein (1953), zangeres Vaya Con Dios
- Plastic Bertrand (1954), muzikant/popzanger (alias Roger Jouret)
- Isabelle Durant (1954), politica (Ecolo)
- Philippe Geluck (1954), komiek, striptekenaar en cartoonist
- Benoît Sokal (1954-2021), maker van strips en games
- Marion Lemesre (1954), politica
- Ivo Van Damme (1954-1976), atleet
- Henri Simons (1954), politicus
- André Geerts (1955–2010), striptekenaar
- Kristien Hemmerechts (1955), Vlaams auteur
- Marc Henneaux (1955), natuurkundige
- Anne-Marie Pira (1955), atlete
- Betty Mellaerts (1955), presentatrice en journaliste
- Jan Hautekiet (1955), radiomaker, producer en muzikant
- Dirk Stallaert (1955), striptekenaar
- Yves Swolfs (1955), striptekenaar en scenarioschrijver
- Bruno Valkeniers (1955), ondernemer en politicus
- Vladimir Pletser (1956), senior fysicus-ingenieur bij het European Space Research and Technology Centre
- François Schuiten (1956), tekenaar
- Frank Vercauteren (1956), voetballer en trainer
- Tome (1957-2019), stripauteur
- Yslaire (1957), striptekenaar
- Jean-Philippe Toussaint (1957), schrijver en regisseur
- Thierry Boutsen (1957), autocoureur
- Jaco Van Dormael (1957), cineast
- Jean-Pascal van Ypersele (1957), fysicus en klimatoloog
- Joëlle Tuerlinckx (1958), beeldende kunstenares
- Guy Vanhengel (1958), politicus
- Stéphane De Becker (1959–2015), striptekenaar en inkleurder
- Bernard Dewulf (1960-2021), dichter, schrijver en columnist
- Jean-Luc Fafchamps (1960), pianist en componist
- Lieve Maes (1960), politicus
- Danny Ost (1960), voetbalcoach
- Isabelle Spaak (1960), romanschrijfster en journaliste
- Luk Van Biesen (1960), ondernemer en politicus
- Jean-Claude Van Damme (1960), acteur, bijgenaamd de "Muscles from Brussels"

### 1961–1980

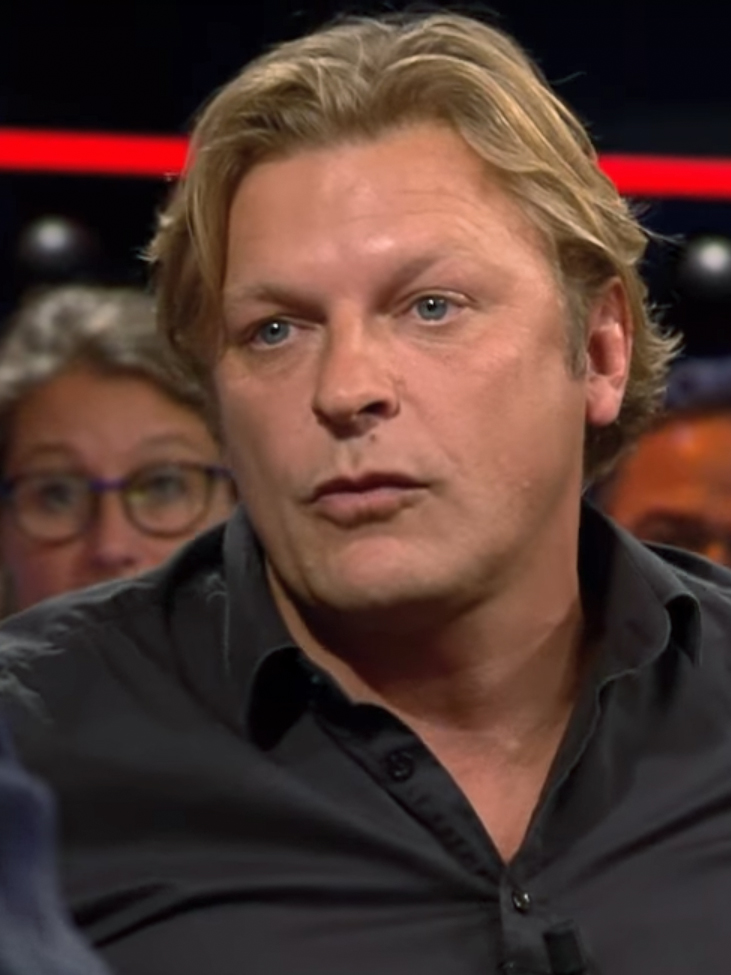
Youri Mulder

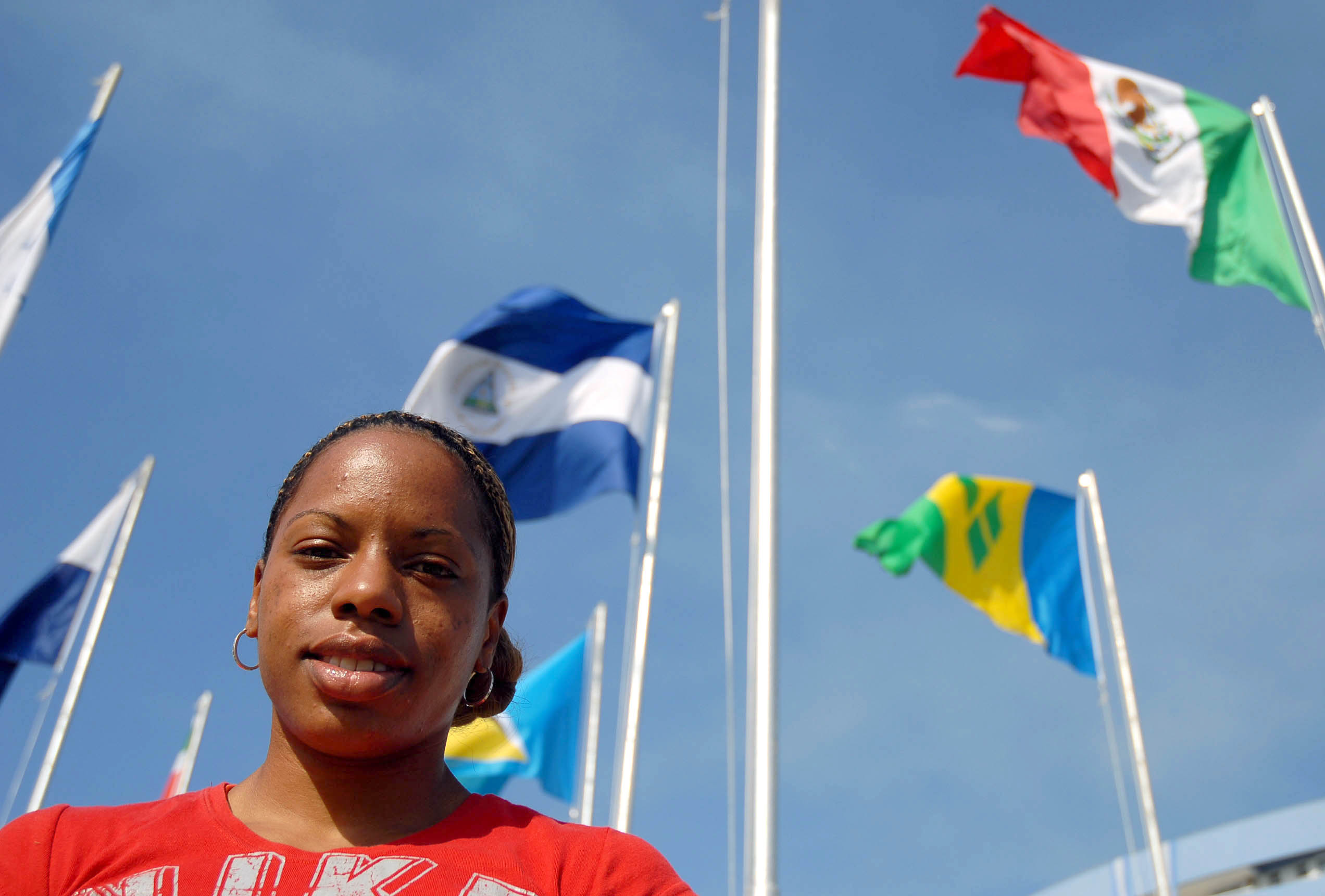
Nadine Faustin-Parker

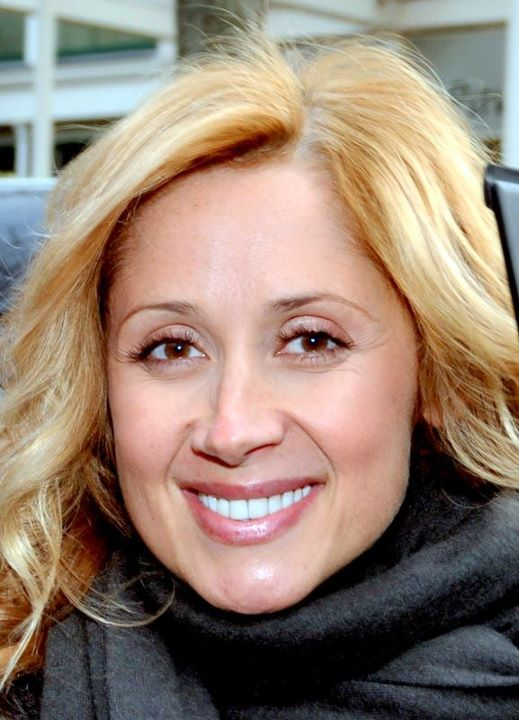
Lara Fabian

- Éric Bachelart (1961), autocoureur
- Stéphane Mandelbaum (1961), beeldend kunstenaar
- Monique Moens (1961), politica
- Wendy Stroobant (1961), schrijver
- Jean Thiel (1961), volksvertegenwoordiger
- Leen Demaré (1962), radiopresentatrice en tv-figuur
- Dirk Schoufs (1962–1991), contrabassist
- Philippe Lamberts (1963), politicus
- Damien Thiéry (1963), politicus
- Stephan Streker (1964), filmregisseur en scenarioschrijver
- Nathalie Gabay (1965), zangeres
- David Linx (1965), jazz- en chansonzanger, componist en tekstschrijver
- Alain De Nil (1966), voetballer
- Amélie Nothomb (1966), schrijfster
- Patrick Weber (1966), kunsthistoricus, journalist en scenarist
- Pierre Vanderhaeghen (1967), medicus
- Anne Wolf (1967), jazz-pianiste en keyboardspeelster
- Marc Wuyts (1967), voetballer
- Frédéric Etherlinck (1968), zanger
- Amet Gjanaj (1968), politicus
- Abdallah Kanfaoui (1968), politicus
- Rachid Madrane (1968), politicus
- Laurence Vielle (1968), dichteres en actrice
- Isabelle Gelas (1969), voormalig Belgisch lid van het Brussels Hoofdstedelijk Parlement
- Youri Mulder (1969), Nederlands voetballer en voetbalanalist
- Helena Noguerra (1969), actrice, zangeres en schrijfster
- Lara Fabian (1970), zangeres
- Peter Buwalda (1971), schrijver
- Dominique Guns (1971), politica
- Karin Clercq (1972), zangeres en actrice
- Brian Molko (1972), zanger van Placebo
- Wayn Traub (1972), theatermaker en regisseur
- Ayco Duyster (1973), radiopresentatrice
- Fabrizio Rongione (1973), acteur
- Zoé Genot (1974), politica
- Vanina Ickx (1975), rallycoureur
- Nadine Faustin-Parker (1976), Haïtiaanse atlete
- Udo Mechels (1976), zanger
- Olivier Theyskens (1977), modeontwerper
- Bülent Akın (1978), Belgisch-Turkse voetballer
- Vincent Riga (1978), politicus
- Sébastien Stassin (1978), voetballer
- Davidi Kitai (1979), pokerspeler
- Vincent Lachambre (1980), voetballer

### 1981–2010
- Jérémie Renier (1981), acteur
- Nicolas Gob (1982), acteur

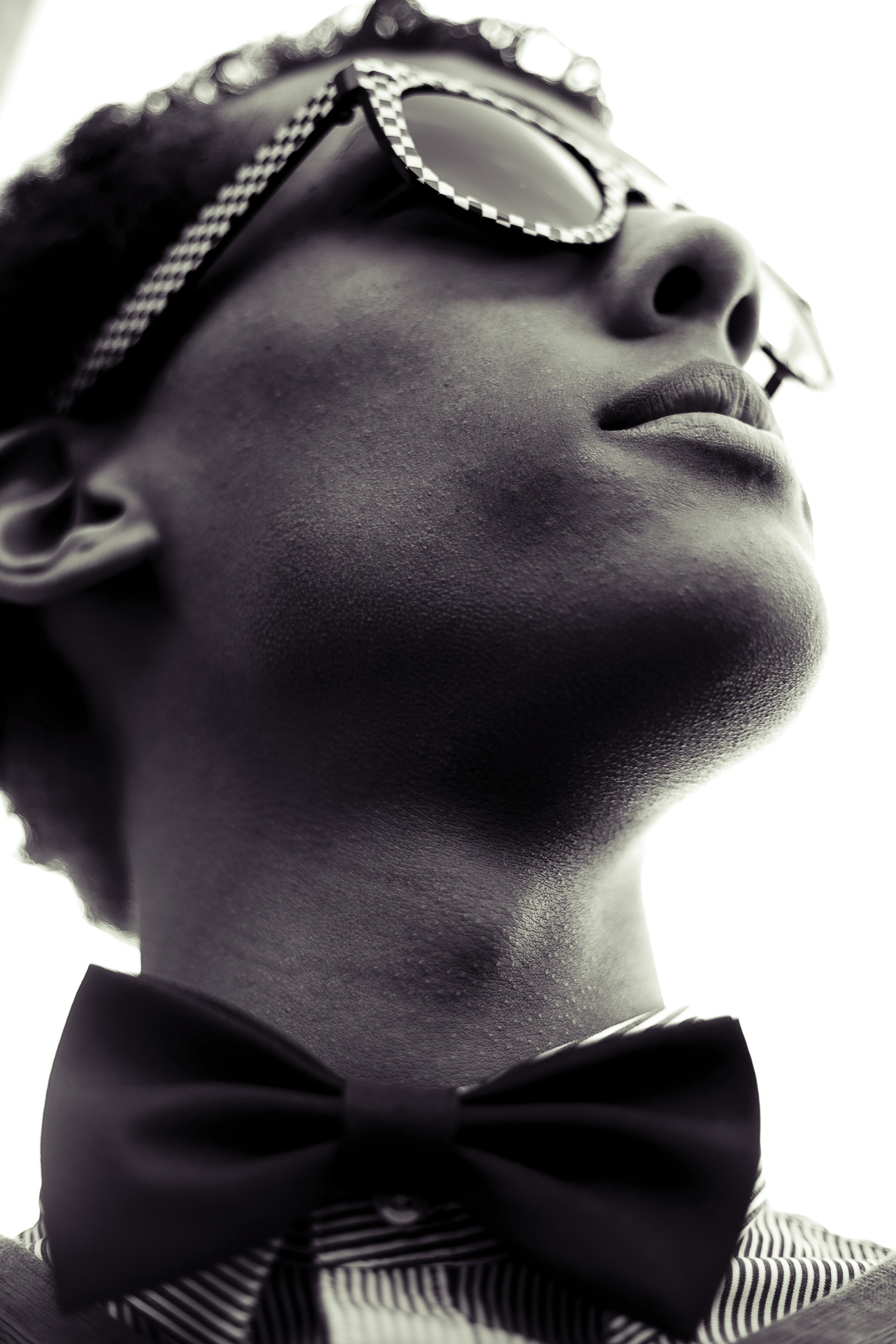
Stromae

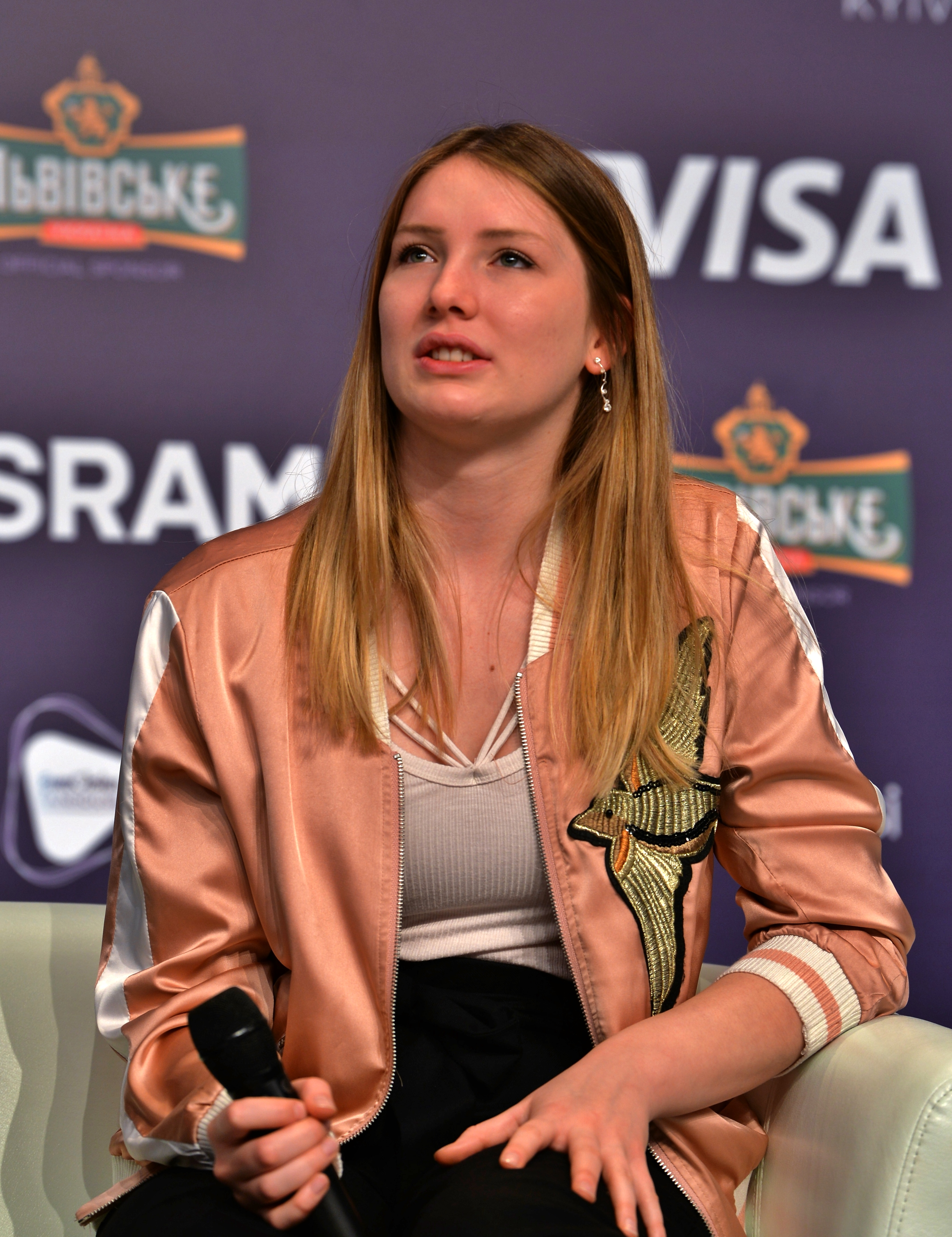
Blanche

- Urko Pardo (1983), Belgisch-Spaanse voetballer
- Isabelle Pieman (1983), kunstschaatsster
- Frédéric Xhonneux (1983), atleet
- Xavier Reckinger (1983), hockeyer
- Stromae alias Paul Van Haver (1985), popmuzikant
- Faris Haroun (1985), voetballer
- Anthony Arandia (1986), acteur
- Lorenzo Gatto (1986), violist
- Onur Kaya (1986), Belgisch-Turks voetballer
- Vincent Kompany (1986), voetballer
- Axel Bäck (1987), alpineskiër
- Laurent Montoisy (1987), tennisser en padeller
- Yvan Yagan (1989), Belgisch-Armeens voetballer
- Anthony Sadin (1989), voetballer
- Iliass Tiiwtiiw (1992), rai-zanger, ex-komiek en producer
- Jore Trompet (1992), voetballer
- Michy Batshuayi (1993), voetballer
- Lost Frequencies (1993), dj-producer
- Toma Nikiforov (1993), Belgisch-Bulgaars judoka
- Junior Malanda (1994-2015), voetballer
- Nafissatou Thiam (1994), meerkampster
- Adnan Januzaj (1995), voetballer
- Ahmed El Messaoudi (1995), voetballer
- Sandy Walsh (1995), voetballer
- Charly Musonda jr. (1996), voetballer
- Aaron Leya Iseka (1997), Belgisch-Congolees voetballer
- Ismail Azzaoui (1998), Belgisch-Marokkaans voetballer
- Jason Lokilo (1998), Belgisch-Congolees voetballer
- Blanche alias Ellie Delvaux (1999), zangeres
- Victor Polster (2002), acteur en danser
- Roméo Lavia (2004), voetballer
- Noah Sadiki (2004), voetballer

## Overleden in Brussel
Dit zijn, naar overlijdensjaar, personen die gestorven zijn (maar niet geboren) in Brussel:
- Alena van Dilbeek (?- ca. 640), heilige
- Rogier van Leefdael (1270-1333), burggraaf van Brussel
- Rogier van der Weyden (1399/1400-1464), stadsschilder
- Petrus de Thimo alias Peter van der Heyden (1393-1474), kroniekschrijver en stadspensionaris
- Hugo van der Goes (ca. 1430-40 - 1482), kunstschilder
- Frans van Tassis (1459-1517), postmeester
- Jan van den Dale (ca. 1460-1522), rederijker en schilder
- Pieter van Edingen (ca. 1450 - ca. 1533), tapijtwever
- Jean Jonglet (ca. 1480-1540), jurist en diplomaat
- Reinoud III van Brederode (1492-1556), burggraaf van Utrecht, lid Raad van State, raads- en kamerheer van keizer Karel V
- Pieter Bruegel de Oude (ca. 1525-30 - 1569), schilder
- Wenceslas Cobergher (1557-1634), uomo universale
- François III de Rye (1566-1637), prins-aartsbisschop van Besançon
- Saxo Finia (1580-1664), secretaris van de Geheime Raad en van de Raad van State
- Frederik van Marselaer (1586-1670), magistraat en auteur
- Olympia Mancini (1638-1708), hofdame
- Jean-Baptiste Rousseau (1669-1741), Frans dichter in ballingschap
- Jan Frans Michel (1697-1773), verslaggevend reiziger in China en Kaapverdië
- Charles-Urbain de Chanclos de Rets de Brisuila (1686-1761), veldmaarschalk
- Jan Baptist Verlooy (1746-1797), jurist en burgemeester
- Louise de Kéralio (1757-1821), Frans schrijfster en revolutionaire in ballingschap
- Ernst Casimir van Oranje-Nassau (1822-1822), lid Nederlands koninklijk huis, vroegtijdig overleden
- Jacques-Louis David (1748-1825), Frans schilder en revolutionair in ballingschap
- Dominique-Vincent Ramel-Nogaret (1760-1829), Frans minister in ballingschap
- Frans Bresiers (1777-1844), uitvinder van de witloof
- Marcellin Jobard (1792-1861), Frans-Belgisch lithograaf en uitvinder
- Charles de Brouckère (1796-1860), Belgisch revolutionair en politicus
- Johan Michiel Dautzenberg (1808-1869), schrijver
- François-Joseph Fétis (1784-1871), musicus
- Adolphe Quetelet (1796-1874), wiskundige en socioloog
- Charles De Coster (1827-1879), schrijver
- Hendrik Conscience (1812-1883), schrijver
- Jacob Kats (1804-1886), auteur en hervormer
- Auguste Scheler (1819-1890), hofdignitaris en hoogleraar ULB
- Pogge den Boer (1821-1890) dorpsfiguur
- Georges Boulanger (1837-1891), Frans generaal
- Alphonse Rivier (1835-1898), Zwitsers jurist en hoogleraar
- Julien Dillens (1849-1904), beeldhouwer
- Jef Lambeaux (1852-1908), beeldhouwer
- Edith Cavell (1865-1915), Brits verpleegster
- Gabrielle Petit (1893-1916)
- Louis Bril (1888-1916), verzetsstrijder
- Ernest Solvay (1838-1922), industrieel
- Giacomo Puccini (1858-1924), Italiaans componist
- Georges Eekhoud (1854-1927), schrijver
- Neel Doff (1858-1942), Nederlands schrijfster
- Andrés de Santa María (1860-1945), Colombiaans schilder
- Victor Horta (1861-1947), architect
- Paul Cauchie (1872-1952), architect
- Rodolphe William Seeldrayers (1876-1955), FIFA-voorzitter
- Jules Bordet (1870-1961), immunoloog en Nobelprijswinnaar
- Jan van Nijlen (1884-1965), dichter
- Georges Theunis (1873-1966), Belgisch politicus
- René Magritte (1898-1967), surrealistisch schilder
- Gaston Clément (1878-1973), chef-kok en auteur van kookboeken
- Victor Boin (1886-1974), allround atleet
- Jean Absil (1893-1974), Frans componist
- Manfred Wörner (1934-1994), Duits politicus
- Ilya Prigogine (1917-2003), fysisch chemicus, wetenschapsfilosoof en Nobelprijswinnaar
- Benjamin Rawitz-Castel (1948-2006), Israëlisch pianist en pianoleraar
- Carine Vyghen (1958-2007), parlementslid
- Domenico Lenarduzzi (1936-2019), Italiaans EU-ambtenaar

## Verbleven in Brussel
Dit zijn, naar jaar van aankomst, personen die tijdens hun leven in Brussel hebben gewoond, zonder er te zijn geboren of gestorven. Ook Brusselaars wiens geboorte- en stervensplaats onbekend is, worden hier vermeld:
- Jan van Ruusbroec (1293-1381), geestelijk auteur, van 1302 tot 1342
- Eustache Deschamps (1346-1406), Frans dichter, ca. 1380-1383
- Desiderius Erasmus (ca. 1466–1536), humanist en theoloog, leefde in Anderlecht van 31 mei tot 28 oktober 1521
- Keizer Karel V (1500-1558)
- Antoine Perrenot de Granvelle (1517-1586), staatsman

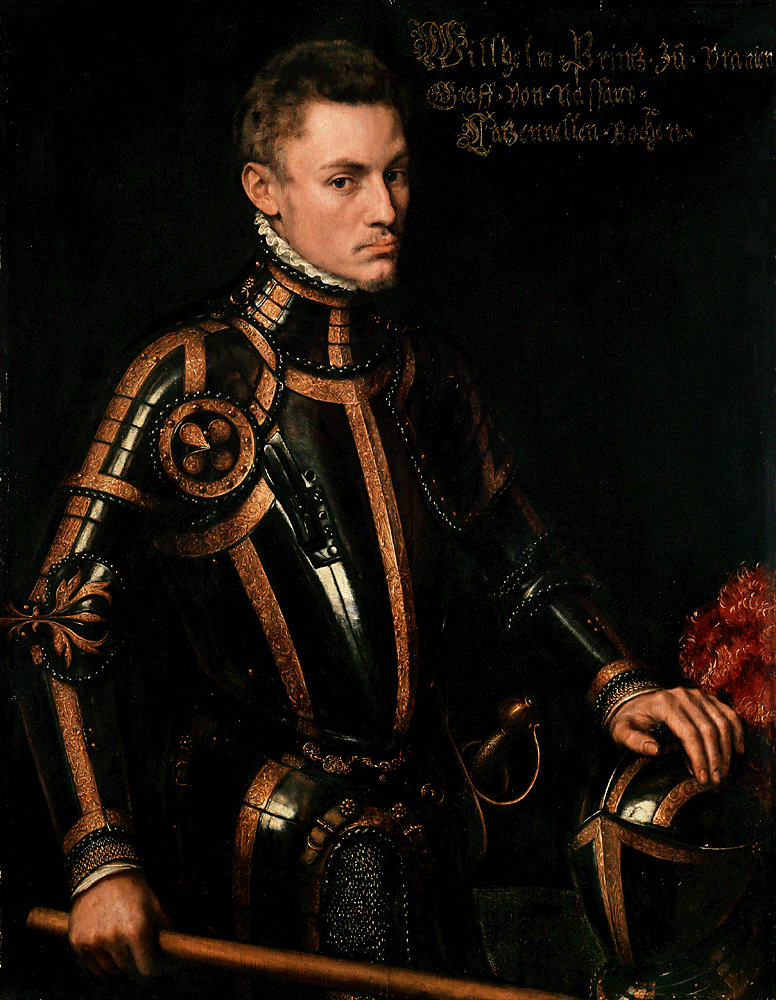
Willem van Oranje

- Willem van Oranje (1533-1584), edelman
- Alva (1507-1582), landvoogd van 1567 tot 1573
- Olivier van den Tympel (1540-1603), militair gouverneur van de Brusselse republiek (1577-1585)
- Jean-Jacques-Régis de Cambacérès, Frans jurist, van 1815 tot 1818
- Emmanuel Joseph Sieyès (1748-1836), Frans geestelijke en revolutionair, van 1816 tot 1830
- Bertrand Barère de Vieuzac (1755-1841), Frans revolutionair, van na de Restauratie tot na de Julirevolutie (ongeveer 1815-1830)
- José de San Martín (1778 - 1850), Argentijns generaal, van 1824 tot de opstand in 1830
- Charlotte Brontë (1816-1855), Engels schrijver, in de jaren 1842-44
- Karl Marx (1818-1883), Duits filosoof en econoom, van 1845 tot 1848
- Friedrich Engels (1820–1895), Duits filosoof en econoom, van 1845 tot 1848
- Moses Hess (1812-1875), Duits socialist en zionist, met onderbrekingen van 1845 tot 1848
- Félicien Rops (1833-1898), tekenaar, van 1851 tot ongeveer 1860
- Victor Hugo (1802 - 1850), Frans schrijver, in 1851-52 en 1861-71
- Alexandre Dumas père (1820 - 1850), Frans schrijver, van 1851 tot 1853
- Edgar Quinet, Frans historicus, van 1851 tot 1858
- César De Paepe (1841-1890), socialist
- Multatuli of Eduard Douwes Dekker (1820–1887), Nederlands schrijver, met onderbrekingen van 1857 tot 1865
- Pierre-Joseph Proudhon (1809–1865), Frans anarchist, van 1858 tot 1862
- Charles Baudelaire (1821-1867), Frans dichter, kwam aan in 1864
- Isabelle Gatti de Gamond (1839-1905), pedagoge en feministe
- Auguste Rodin (1840-1917), Frans beeldhouwer, van 1870 tot 1878
- Paul Verlaine (1844–1896), verwondde er in 1873 Arthur Rimbaud
- Vincent van Gogh (1853-1890), in 1878 en 1880-81
- Jan Toorop (1858-1928), Nederlands schilder, van 1882 tot 1887
- Élisée Reclus (1830-1905), Frans geograaf en anarchist, vanaf 1894
- Rik Wouters (1882-1916), beeldend kunstenaar, van 1899 tot 1914
- Alfred Machin (1877-1929), Frans cineast, vanaf ongeveer 1908
- Willem Elsschot (1882-1960), Vlaams schrijver, van 1911 tot 1914
- Haroun Tazieff (1914-1998), Belgisch-Frans geoloog en staatssecretaris, met onderbrekingen van 1921 tot 1941
- Jan Greshoff (1888-1971), dichter, van 1927 tot 1939
- Léon Daudet (1867-1942), schrijver en boegbeeld van Action française, van 1927 tot 1929
- Angèle Manteau (1911-2008), uitgeefster, van 1928 tot ongeveer 1964

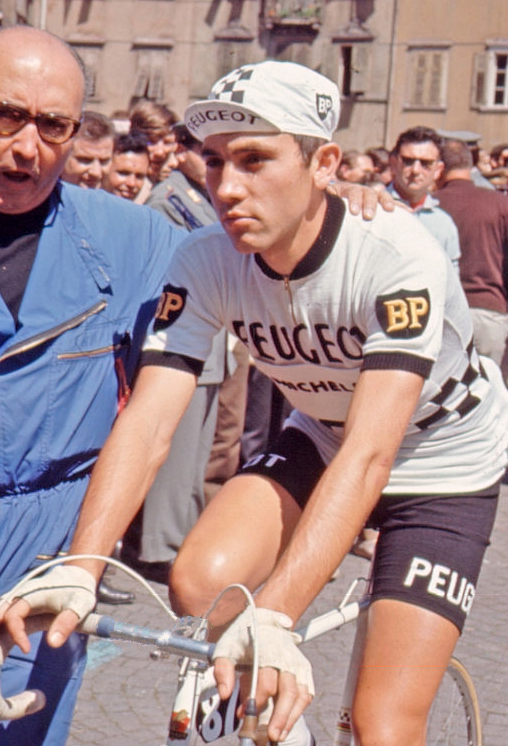
Eddy Merckx

- Enver Hoxha (1908–1985), Albanees dictator, van 1934 tot 1936
- M. C. Escher (1898–1972), Nederlands tekenaar, woonde in Ukkel van 1937 tot 1971
- Eddy Merckx (1945), wielrenner-kannibaal, vanaf 1946
- Pieter Laurens Mol (1946), Nederlandse beeldende kunstenaar, vanaf 2005
- Maurice Béjart (1927-2007), Frans-Zwitsers choreograaf, van 1959 tot 1986
- Jeroen Brouwers (1940), Nederlands schrijver, van 1964 tot 1976
- Olivier Strelli (1946), Belgisch modeontwerper, woonde in Brussel vanaf 1974
- Willem Frederik Hermans (1921–1995), Nederlands schrijver, woonde zijn laatste levensjaren in Brussel (1991-1995)
- Jo Cox (1974-2016), Engels politica, van 1999 tot 2005
- Arno (1949-2022), zanger
- Marc Didden (1949), filmregisseur
- Luc Deflo (1950-2018), schrijver
- Jan Decorte (1950), toneelmaker
- Johan Verminnen (1951), zanger
- Benno Barnard (1954), Nederlands schrijver
- Anne Teresa De Keersmaeker (1960), choreografe
- Carly Wijs (1966), Nederlands actrice
- Annabelle Van Nieuwenhuyse (1969), radio- en tv-presentatrice
- Bleri Lleshi (1981), Albanees filosoof en auteur

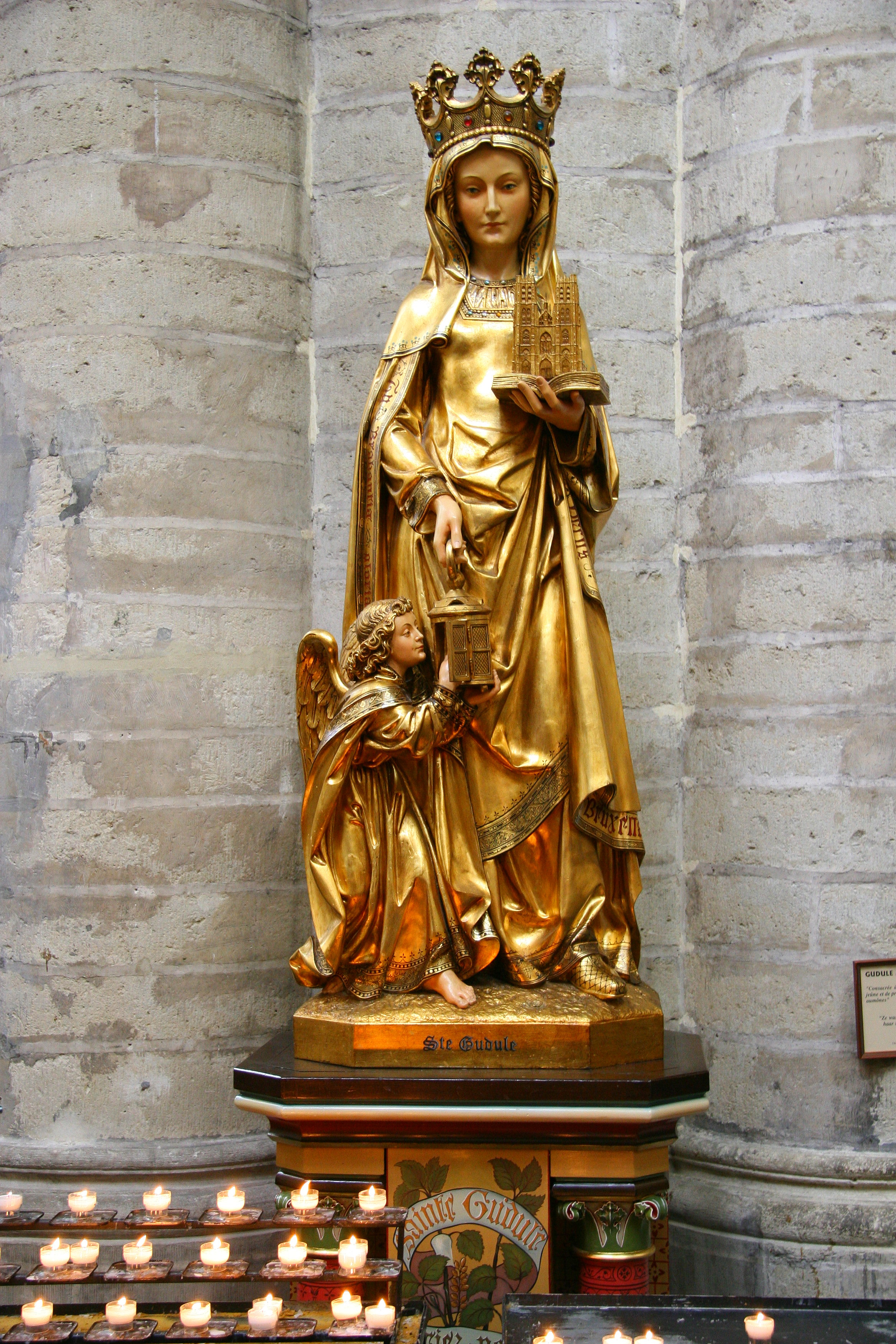
Goedele van Brussel

## Patrones
- Goedele van Brussel, stadspatrones, levend in de 7e eeuw.